# Gildschaft 2 (Quedlinburg)

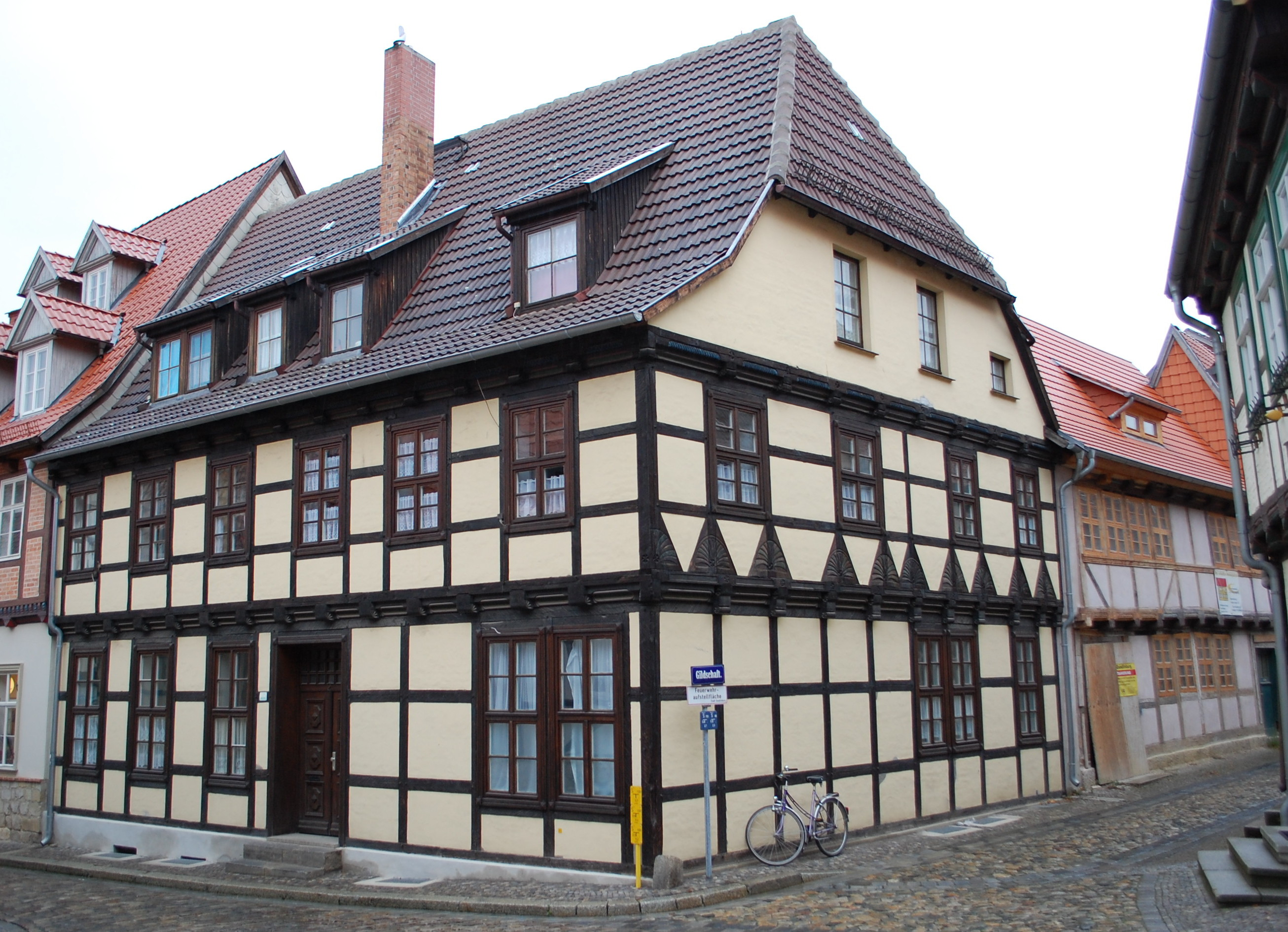
Ersatzneubau Gildschaft 2

Das Haus Gildschaft 2 war ein denkmalgeschütztes Gebäude in der Stadt Quedlinburg in Sachsen-Anhalt.

## Lage
Es befand sich an der Nordseite des Quedlinburger Schloßbergs im Stadtteil Westendorf in einer markanten Ecklage. Nördlich grenzte das ebenfalls denkmalgeschützte Haus Gildschaft 1, östlich das Haus Gildschaft 3.

## Architektur und Geschichte
Das zweigeschossige Fachwerkhaus entstand nach einer im Sattelholz der Säule des mittleren Unterzugs befindlichen Inschrift im Jahr 1581 und diente als Gildehaus. Der Name der Straße Gildschaft geht auf dieses Gebäude zurück. Es war das Versammlungs- und Rathaus Westendorfs, das bis 1810 eine selbständige politische Gemeinde war.
Das Fachwerk war in Form einer Ständerreihung erstellt und 13 Gefache breit. Als Verzierungen fanden sich Fächerrosetten und an der Stockschwelle Kerbschnittrosetten und Zylinderbalkenköpfe. Darüber hinaus bestand auch ein falscher Balkenkopf. 1976 oder 1977 wurde das Haus abgerissen. Es wird als verlorengegangenes wichtiges Gebäude Quedlinburgs betrachtet. An seiner Stelle entstand 1978 ein in massiver Bauweise errichteter Neubau, der jedoch weitgehend dem Erscheinungsbild des abgerissenen Hauses entspricht. Am Neubau besteht in der Literatur Kritik, da die Dekorationsformen im Deckenbereich nicht in korrekter Form ausgeführt wurden.